# Municipio de Clifton (condado de Spink)
El municipio de Clifton (en inglés: Clifton Township) es un municipio ubicado en el condado de Spink en el estado estadounidense de Dakota del Sur. En el año 2010 tenía una población de 43 habitantes y una densidad poblacional de 0,34 personas por km².

## Geografía
El municipio de Clifton se encuentra ubicado en las coordenadas 45°1′32″N 98°18′33″O / 45.02556, -98.30917. Según la Oficina del Censo de los Estados Unidos, el municipio tiene una superficie total de 124.85 km², de la cual 124,85 km² corresponden a tierra firme y (0 %) 0 km² es agua.

## Demografía
Según el censo de 2010, había 43 personas residiendo en el municipio de Clifton. La densidad de población era de 0,34 hab./km². De los 43 habitantes, el municipio de Clifton estaba compuesto por el 100 % blancos. Del total de la población el 0 % eran hispanos o latinos de cualquier raza.